# Jelly Selau
Jelly Selau (n. 23 iulie 1983, Nukulaelae, Tuvalu) este un fotbalist tuvaluan internațional care joacă ca un mijlocaș în Tuvalu O-Division la Manu Laeva.

## Statistici de carieră

### Internațional
| Echipa națională | An    | Aplicații | Obiectivele |
| ---------------- | ----- | --------- | ----------- |
| Tuvalu           | 2007  | 4         | 0           |
| Tuvalu           | 2011  | 4         | 0           |
| Tuvalu           | 2017  | 2         | 0           |
| Total            | Total | 10        | 0           |